# 매스커레이드 이브
⟪매스커레이드 이브⟫(일본어: マスカレード・イブ)는 히가시노 게이고의 추리 소설로 〈매스커레이드〉 시리즈의 두 번째 작품이다.

## 개요
매스커레이드 시리즈의 제2탄으로, 전작 〈매스커레이드 호텔〉의 전날이 되는 연작 단편집. 2013년 〈소설 스바루〉에서 발표된 2편과 2014년에 발표한 1편 외에도 신작 〈마스커레이드 이브〉가 수록되어 전작에서의 주인공 콤비 닛타과 나오미가 만나기 전의 두 명의 신입 시절을 포함한 각각의 스토리와 전작에서 언급한 대사나 장면에 관한 에피소드도 밝혀지고 있다. 히가시노의 제안으로 단행본화를 거치지 않고 갑작스럽게 문고로 간행되어 발매로부터 약 1개월 반 만에 발행 부수 100만부를 기록했다.

## 각 장 개요
닛타과 나오미를 시작의 전작에서 등장 인물에 대해서는 〈매스커레이드 시리즈#등장 인물〉을 참조하십시오.

### 각각의 가면
초판 : 〈소설 스바루〉 2013년 2월호
스토리
〈코루테시아 도쿄〉에 취직해 4년차 초보의 프런트 직원 야마기시 나오미의 앞에 일단의 옛 남자·미야하라 타카시가 손님으로 찾아온다. 전직 프로야구 선수의 탤런트 오오야마 마사히로 매니저로 그와 함께 체크인한 미야하라는 그날 밤 나오미에게 애인이 자살을 암시하고 실종되어 버렸다고 상담한다. 애인이 이전에 자살 소동을 일으키고 있는 것으로 예측 불허의 상황 속에서 어디까지나 아내와 회사에 비밀로 하고 싶다는 미야하라의 의향을 받고 나오미는 미야하라가 일 때문에 해외에 떠나기로 되어있어, 내일까지 애인의 수색을 시작한다. 이윽고 속속 비싼 룸 서비스를 주문하는 프레지덴셜 스위트 손님의 존재에서 이 소동에 관련된 다양한 인간들의 가면 아래의 본 모습을 엿보게 된다.
등장 인물
- 미야하라 타카시 (宮原 隆司)

나오미의 대학 시절의 옛 남자친구. 나오미가 참여한 영화 연구회의 선배로, 영화 〈그랜드 호텔 〉의 이야기를 계기로 다양한 영화를 함께 보면서 연인이 되었지만, 졸업 후 취직한 중견 건설 업체가 부도나고, 오사카의 부동산 회사 재취업이 정해진 것을 계기로 나오미와 헤어졌다. 오사카의 회사에서 구조 조정되어 현재는 사촌 누나가 〈오오 프로덕션〉 사장과 친구라는 인연에서 오오야마의 매니저가 되고, 본인말로는 2년 전에 결혼했다고 한다.
- 니시무라 미에코 (西村 美枝子)

〈코루테시아 도쿄〉 손님으로, 1105호실에 체크인한 명품을 차려 입은 훤칠한 장신의 여성. 신치의 클럽에서 호스티스로 미야하라와 거기에서 알게 되어 불륜 관계에 있다.
- 오오야마 마사히로 (大山 将弘)

전직 프로 야구. 2년 전 현역에서 은퇴하고 난 뒤, 아내가 사장을 맡고 있는 〈오오 프로덕션〉이라는 자신을 관리하는 회사에서 탤런트나 야구 해설의 활동을 하고 있으며, 미야하라들로부터는 ‘대장’이라고 불린다. 미야하라와 제자의 전 야구선수와 함께 〈코루테시아 도쿄〉에 체크인하고, TV 프로그램의 기획에서 축구를 보기 위해 스페인에 출국 예정을 앞두고 있다.

### 신입 등장
초판 : 〈소설 스바루〉 2013년 7월호
스토리
수사 일과에 배속되어 얼마되지 않은 신인 형사·닛타 코스케는 화이트데이 저녁에 발생한 사업가 살해 사건 수사에 참여한다. 살해당한 타도코 쇼우이치는 새벽 조깅 중에 살해 당하고 현장 부근에는 범인이 쇼우이치를 매복하고 있던 것을 나타내는 5개의 담배 꽁초가 남아 있었다. 쇼우이치의 주변에서 원한이나 치정에 얽힌 것에 의한 동기선이 등장하지 않아 수사의 속도가 느려가던 중, 닛타는 우연한 번뜩임으로 현장의 위장을 간파하고 결국 쇼우이치 살해 범인에 겨우 도착한다. 그러나 범인의 동기를 조사하는 과정에서 닛타는 어떤 인물의 가면 아래의 복잡하고 교활한 모습으로 다가간다.
등장 인물
- 타도코 미치코 (田所 美千代)

살해된 타도코 쇼우이치의 아내. 교바시에서 요리 교실을 열고 있으며, 밝고 배려있는 모습으로 학생들에게 호평이다. 쇼우이치는 학생의 소개를 통해 알게 되어 3년 전에 결혼했다. 남편의 쇼우이치는 여러 음식점을 다루는 사업가로 덕망도 좋은 편이지만 부하를 가족과 행사를 보내고 부려 먹는 인물이었다.
- 요코모리 히토시 (横森 仁志)

미치요 요리 교실의 학생. 우울증을 진단 받고 회사를 휴직 중이던 때에 처음으로 요리 교실에 참석했을 때부터 미치요를 알고 있었다.
- 이와쿠라 (岩倉)

쇼우이치의 부하. 부하들 중 가장 경력이 길고, 닛타와 모토미야의 탐문에 응한다.

### 가면과 복면
초판 : 〈소설 스바루〉 2014년 11월호
스토리
〈코르테시아 도쿄〉에 전형적인 오타쿠 5인조가 체크인한다. 그들의 목적은 호텔을 예약한 미인으로 알려진 인기 여류작가 타치바나 사쿠라의 행방을 밝히기 위해 조우하고 있었다. 타치바나 사쿠라의 담당 편집자 모치즈키에 사태를 알리고, 문제가 발생하지 않도록 눈을 번뜩이는 나오미였지만, 타치바나 사쿠라로 숙박한 것은 ‘타마무라 카오루’라고 자칭하는 중년 남성이였다. 모치즈키에서 타마무라가 여류작가의 복면을 입지 않을 수 없는 사정을 알게 된 나오미는 모든 수단을 쏟아 붙는 것에 불사하고 오타쿠들로부터 그 비밀이 밝혀지는 것을 막으려고 하지만, 한편 통조림 상태에서 소설을 쓰는 것의 타마무라가 종종 외출하고 있는 것을 기억하고 있었다.
등장 인물
- 타마무라 카오루 (玉村 薫)

필명 ‘타치바나 사쿠라(タチバナサクラ)’로 활동, 성별, 생년월일 이외는 비공표로 하는 나이 27세의 인기 여성 작가. 실제의 타마무라 카오루는 중년 남성이다. 올해 봄부터 히토쓰바 출판 주최의 신인상을 수상한 데뷔작이 청춘 소설의 장르이면서도 과격한 성묘사로 히트한 후 베스트셀러를 연발하고 있다. 또한, 고교생 딸이 있으며, 편집부에 전화 응대는 그녀가 하고 있었다.
- 모치즈키 카즈오 (望月 和郎)

히토쓰바 출판사에 근무하는 타마무라의 담당 편집자.
- 메구로 카즈노리 (目黒和則)

타치바나 사쿠라 팬의 오타쿠 5명의 한 사람. 검은 뿔테 안경을 쓰고 있고 중년임에도 고교생으로 보이는 동안의 연령 미상의 남성.
- 이누카이 (犬飼)

오타쿠 5인조로 홀로 시즈오카에 거주하고 있다. 5명 가운데에서는 강한 태도를 취하는 것이 많다.
- 이마무라 유우지 (今村 祐二)

출판사 규에이샤 문예 서적의 편집부에 근무 중인 남성. 타치바나 사쿠라에 작업을 요청하기 위해 〈코루테시아 도쿄〉를 찾아온다.

### 매스커레이드 이브
초판 : 신작
스토리
오사카 지사를 개업하고 얼마되지 않은 호텔 〈코루테시아 오사카〉에 교육 담당도 겸하고 도움을 주면서 근무 중인 나오미. 한편, 도쿄 대학 교수의 오카지마 타카오 교수 실내에서 척살 당하는 사건이 발생. 관할 여성 경찰 하세리사와 함께 수사에 맞은 닛타는 유력한 용의자로 오카지마와 같은 학부 부교수 난바라를 주목한다. 범행시에는 교토의 호텔에 있었다고 주장하는 난바라지만 알리바이가 밝혀지고 나서는 오사카의 호텔에 묵고 있던 것은 인정하지만, 그래서 밀회하고 있던 불륜 상대의 유부녀에게 폐를 끼치게 되자 호텔과 유부녀이 이름을 밝히는 것을 완강히 거부한다. 공범자의 라인이 떠오르지 않으면서 알리바이가 확인 될 수 있는 구체적인 증언을 피하는 난바라의 진심을 못듣고 있었다. 이윽고 거듭되는 추궁에 난바라는 호텔의 이름을 자백하지만, 그 호텔이 바로 〈코루테시아 오사카〉였다.
등장 인물
- 호즈미 리사 (穂積 理沙)

하치오지 미나미 경찰서 생활안전과 여성 경찰관. 오카지마 살해 사건의 특수본부가 하치오지 미나미 경찰서에 설치되면서, 닛타와 콤비를 이루고 있다. 이후 닛타와 〈코루테시아 오사카〉 탐문 작업을 하면서 나오미와 대면하게 된다.
- 난바라 사다유키 (南原 定之)

타이오 대학 공학부 부교수. 40대 중반이면서도 세련된 인상의 남성. 교수의 오카지마와 함께 반도체 신소재를 만드는 연구를 하고 자신이 특허를 취득한 〈극한점에서 MKE 제법〉의 기술을 오카지마가 채용하지 않는 방침을 정한 것 때문에 지위와 거액의 부를 얻는 기회가 갑자기 사라지면서 오카지마를 죽일 동기가 있는 인물로 닛타들에 지목된다.
- 하타야마 레이코 (畑山 玲子)

미용실과 피트니스 클럽을 운영 중인 회사의 여사장. 나이는 40세이지만 그것보다 어려 보이는 허스키 보이스의 여성. 장미향의 향수를 뿌리고 있다. 요코하마의 자산가의 아버지 테루노부의 외동딸로 자라, 대학 졸업 후에는 미국에 2년간 유학해 외국계 회사에서 근무 후 30세 때 아버지의 도움으로 창업했다. 난바라와는 당일 〈코루테시아 오사카〉에서 숙박하고 있었으며, 난바라와의 불륜 상대 의혹을 받고 있다. 현재 아버지 테루노보는 봄에 쓰러져 의식불명이 되어 언제 사망해도 이상하지 않은 상태에 있다.
- 하타야마 요시유키 (畑山 義之)

레이코의 남편 하타야마로, 테루노부의 사위. 레이코의 회사의 전무이사를 맡아 사무에 있어서는 ‘야베’를 자칭하고 있다. 나이는 레이코보다 10세 연상. 〈사랑·용기·운〉을 집약한 레이코 사업에 심취해 그녀를 사랑하고 지키려는 의지를 가지고 있다.
- 야마모토(山本), 스즈키(鈴木)

타이오대학 공학부의 조수와 학생. 오카지마의 시체를 가장 먼저 발견한 자로, 조수 야마모토를 탐문 온 닛타에 난바라에 관한 증언을 제공한다.
- 타시로(田代)
- 코루테시아 오사카의 젊은 프런트 직원.

- 요시무라(吉村)

〈코루테시아 오사카〉의 부지배인. 코루테시아 오사카에 탐문 온 리사와 나오미를 합세해, 나오미에 증언을 요구한다.